# Conjugaison en slovaque
La conjugaison en slovaque décrit la morphologie des verbes dans cette langue. Les verbes slovaques se conjuguent selon six personnes (trois au singulier, trois au pluriel) et trois modes (indicatif, conditionnel et impératif). Il y a deux temps simples à l’indicatif, le présent ou futur et le passé. Chaque verbe a un aspect perfectif ou imperfectif et il existe aussi des participes.

## Infinitif
La terminaison de l’infinitif est, pour tous les verbes, -ť : byť (« être »), mať (« avoir »), vidieť (« voir »), môcť (« pouvoir »), chudnúť (« maigrir »), etc.

## Aspect
L’aspect est une caractéristique essentielle du verbe slovaque : chaque verbe est nécessairement perfectif ou imperfectif. L’aspect perfectif indique une action unique et terminée (et pour cette raison ils n’ont pas de présent), l’aspect imperfectif indique une action en cours ou répétée. Ainsi, la phrase « Hier, j’ai lu un livre » peut être traduite de deux manières différentes :
- Včera som čítal knihu. Le verbe est imperfectif, l’information importante est le processus : « Hier, j’ai passé un certain temps à lire un livre. » Cette phrase peut être une réponse à la question « Qu’est-ce que tu as fait hier ? »
- Včera som prečítal knihu. Le verbe est perfectif, l’information importante est le résultat : l’action a été entièrement effectuée, je sais maintenant ce que le livre contient.

À un verbe français correspond, en général, une paire de verbes slovaques (donnée ici avec l’imperfectif en premier) : robiť/urobiť (« faire »), čítať/prečítať (« lire »), klásť/položiť (« poser »), odchádzať/odísť (« partir »), etc. Chaque forme doit être apprise : il existe plusieurs manières de former le perfectif à partir de l’imperfectif ou inversement, et il n’est pas toujours possible de deviner si un verbe donné est perfectif ou imperfectif.
Les verbes basiques, sans préfixe ou suffixe, sont pour la plupart imperfectifs : vedieť (« savoir »), ľúbiť (« aimer »), hovoriť (« parler »), etc. Quelques-uns sont cependant perfectifs : dať (« donner »), vrátiť (« rendre »).
L’ajout d’un préfixe est un moyen répandu de former l’équivalent perfectif d’un verbe imperfectif : písať → napísať (« écrire »), ďakovať → poďakovať (« demander »), ničiť → zničiť (« détruire »), volať → zavolať (« appeler »), testovať → otestovať (« tester »), etc.
L’ajout d’un suffixe (-a-, -ova-, -áva-, -ieva-, etc.) permet de former l’équivalent imperfectif de verbes perfectifs qui, pour la plupart, ont un préfixe : prerušiť → prerušovať (« interrompre »), naplniť → napĺňať (« remplir »), prispieť → prispievať (« contribuer »), dať → dávať (« donner »), skryť → skrývať (« cacher »).
Dans quelques rares cas, les deux verbes sont complètement différents : brať/vziať (« prendre »).
Quelques verbes imperfectifs n’ont pas d’équivalent perfectif, notamment les verbes de modalité : môcť (« pouvoir »), chcieť (« vouloir »). D’autres sont à la fois perfectifs et imperfectifs, comme pomstiť (« venger »).
On peut dériver à partir des verbes imperfectifs des verbes fréquentatifs à l’aide des suffixes -va- (et ses variantes -ieva-, -áva-, -iava-, -ava-) et -úva-, etc. : písať → písavať (« écrire régulièrement »), tancovať → tancúvať (« danser régulièrement »), chodiť → chodievať (« aller régulièrement »), etc.

## Indicatif

### Présent
Seuls les verbes imperfectifs ont un présent. Les terminaisons du présent (sauf celles de la troisième personne du pluriel) sont les mêmes pour tous les verbes (sauf byť, qui est irrégulier), mais la voyelle précédant cette terminaison dépend des verbes.
| Personne | Singulier                           | Pluriel                                    |
| -------- | ----------------------------------- | ------------------------------------------ |
| 1re      | -ám, -am, -iam, -iem, -ím, -im, -em | -áme, -ame, -iame, -ieme, -íme, -ime, -eme |
| 2e       | -áš, -aš, -iaš, -ieš, -íš, -iš, -eš | -áte, -ate, -iate, -iete, -íte, -ite, -ete |
| 3e       | -á, -a, -ia, -ie, -í, -i, -e        | -ajú, -ejú, -ú, -u, -ia                    |

Les verbes sont regroupés en cinq classes décrites plus bas en fonction de leur conjugaison au présent.

### Passé
Le passé, pour les verbes perfectifs comme imperfectifs, se forme à l’aide de l’auxiliaire byť (« être ») et d’un participe passé en -l qui s’accorde avec le sujet en genre et en nombre.
| Personne  | Personne | Masculin   | Féminin    | Neutre     |
| --------- | -------- | ---------- | ---------- | ---------- |
| Singulier | 1re      | robil som  | robila som | —          |
| Singulier | 2e       | robil si   | robila si  | —          |
| Singulier | 3e       | robil      | robila     | robilo     |
| Pluriel   | 1re      | robili sme | robili sme | robili sme |
| Pluriel   | 2e       | robili ste | robili ste | robili ste |
| Pluriel   | 3e       | robili     | robili     | robili     |

L’auxiliaire n’est pas utilisé à la troisième personne et il ne peut pas se trouver en début de phrase.
Dans le cas des verbes dont le passé masculin se finit en -ol, le -o- disparaît aux autres genres : niesť (« porter ») donne niesol, niesla, nieslo, niesli.
Il existe aussi un plus-que-parfait formé avec le passé de byť, par exemple bol som zavolal (« j’avais appelé »).

### Futur
Il existe deux manières de former le futur :
- pour les verbes perfectifs, il se forme en les conjuguant de la même manière que les verbes imperfectifs au présent : urobím (« je ferai »).
- Pour les verbes imperfectifs, on utilise le futur de byť suivi de l’infinitif : budem robiť (« je ferai »).

| Personne | Singulier | Pluriel |
| -------- | --------- | ------- |
| 1re      | budem     | budeme  |
| 2e       | budeš     | budete  |
| 3e       | bude      | budú    |

Quelques verbes imperfectifs, notamment des verbes de mouvement, ont un futur en po- : le futur de ísť (« aller ») est pôjdem, pôjdeš, pôjde, etc.

## Conditionnel
Le conditionnel présent se forme en ajoutant au passé la particule by. Celle-ci n’est pas répétée après les conjonctions telles que aby (« pour que ») ou keby (« si », traduit en français avec l’imparfait) : Keby som mal čas, išiel by som do kina (« Si j’avais le temps, j’irais au cinéma »).
Le conditionnel, dans certains cas, correspond au subjonctif français : Chcem, aby ste vedeli (« Je veux que vous sachiez »).
| Personne  | Personne | Masculin      | Féminin       | Neutre        |
| --------- | -------- | ------------- | ------------- | ------------- |
| Singulier | 1re      | robil by som  | robila by som | —             |
| Singulier | 2e       | robil by si   | robila by si  | —             |
| Singulier | 3e       | robil by      | robila by     | robilo by     |
| Pluriel   | 1re      | robili by sme | robili by sme | robili by sme |
| Pluriel   | 2e       | robili by ste | robili by ste | robili by ste |
| Pluriel   | 3e       | robili by     | robili by     | robili by     |

Le conditionnel passé se forme à l’aide du conditionnel de byť : bol by som žil (« j’aurais vécu »). Dans le cas de byť, on utilise à la place le verbe fréquentatif bývať : boli by sme bývali (« nous aurions été »).

## Impératif
À la deuxième personne du singulier, l’impératif se forme en supprimant la terminaison de la troisième personne du pluriel : rob (« fais »), píš (« écris »), čítaj (« lis »). Dans le cas où le mot se terminerait par un groupe de consonnes imprononçable, on ajoute -i : zapni (« allume »), spi (« dors »). Quelques verbes ont un impératif irrégulier : byť → buď (« être »), jesť → jedz (« manger »).
L’impératif à la première et deuxième personnes du pluriel se forme respectivement avec les terminaisons -me et -te : pracujme (« travaillons »), poďte (« venez »).
À la troisième personne, on utilise la particule nech suivie du présent/futur : nech robí (« qu’il fasse »), nech zmiznú (« qu’ils disparaissent »).
Ísť est un cas particulier : en plus de la forme régulière íď, on trouve aussi les impératifs poď (« viens ») et choď (« va »).

## Participes
Il existe en slovaque trois participes et un gérondif.

### Participe présent actif
Le participe présent actif se forme en ajoutant la terminaison -ci à la troisième personne du pluriel :
- žiť → žijú → žijúci (« vivant »),
- vidieť → vidia → vidiaci (« voyant »),
- rozumieť → rozumejú → rozumejúci (« comprenant »).

Le participe présent actif se décline comme les adjectifs. La terminaison est toujours courte.

### Participe passif
Le participe passif se forme à l’aide du suffixe -ný, -ený ou -tý :
- farbiť → farbený (« peint »),
- hľadať → hľadaný (« recherché »),
- mlieť → mletý (« moulu »).

Certains verbes n’ont pas de participe passé, notamment les verbes impersonnels et les verbes réfléchis.

### Gérondif
Le gérondif est rare dans la langue parlée, on l’utilise surtout dans la langue soutenue. Il se forme de la même manière que le participe présent actif, mais sans la terminaison -i : žijúc (« en vivant »), vidiac (« en voyant »), rozumejúc (« en comprenant »).
Avec les verbes perfectif, le gérondif a un sens passé : urobiac (« en ayant fait »).

### Participe passé actif
De nos jours, le participe passé actif est rare. Il n’existe que pour les verbes perfectifs dont le radical de l’infinitif se termine par une voyelle. Il se forme à l’aide de la terminaison -vší :
- začať → začavší (« ayant commencé »),
- napísať → napísavší (« ayant écrit »),
- skočiť → skočivší (« ayant sauté »).

Le participe passé actif se décline comme un adjectif. La terminaison est toujours longue et ne respecte pas la loi rythmique : zaliavší (« ayant arrosé »).

## Passif
Le passif se forme à l’aide de l’auxiliaire byť et du participe passif: mesto bolo založené (« la ville a été fondée »).
L’usage du pronom réfléchi sa peut également donner un sens passif à la phrase : Ako sa vyrábajú autá?, littéralement : « Comment se produisent les voitures ? », ou de manière plus idiomatique, « Comment les voitures sont-elles produites ? » ou « Comment produit-on les voitures ? ».

## Verbes pronominaux
Les verbes pronominaux en slovaque se forment avec le pronom réfléchi sa (accusatif/génitif) ou si (datif). À la différence du français, celui-ci est le même pour toutes les personnes : ainsi, volať sa (« s’appeler ») se conjugue volám sa, voláš sa, volá sa, etc.
Dans certains cas, le verbe pronominal a un sens réfléchi : polepšiť (« améliorer ») → polepšiť sa (« s’améliorer »). Le sens change parfois légèrement : učiť (« enseigner ») → učiť sa (« apprendre »).
Parfois, le verbe pronominal a un sens différent du verbe simple : vrátiť sa (« revenir ») mais vrátiť (« rendre »), predstavovať si (« imaginer ») mais predstavovať (« présenter »).
Certains verbes n’existent qu’à la forme pronominale : « rire » se dit smiať sa et *smiať tout court n’existe pas.
Le pronom pronominal est parfois conservé dans le nom déverbal, principalement quand il y a besoin de distinguer le sens, par exemple učenie (« enseignement ») et učenie sa (« apprentissage »).

## Négation
La négation se forme à l’aide du préfixe ne- qui est soudé au verbe : chcem (« je veux ») → nechcem (« je ne veux pas »). Au futur imperfectif, le préfixe s’attache à l’auxiliaire : nebudem spať (« je ne dormirai pas »), mais au passé il s’attache au verbe : nevideli sme (« nous n’avons pas vu »). Ísť (« aller ») a la forme irrégulière nejsť : nejdem, nejdeš, nejde, etc.
Le verbe byť est la seule exception : sa négation se forme avec le mot nie : nie som, nie si, nie je, etc. Pour la troisième personne (« n’est pas »), aux côtés de nie je, on trouve la forme familière neni. Dans un registre plus soutenu, on utilise aussi niet suivi du génitif dans le sens « il n’y a pas ».

## Nom déverbal
On peut former à partir de tous les verbes un nom déverbal terminé par -nie ou -tie, dans la plupart des cas de manière similaire au participe passif. Celui-ci se décline comme tous les noms neutres en -ie et ne respecte pas la loi rythmique :
- stáť (« être debout ») → státie (« station »),
- osvetliť (« éclairer ») → osvetlenie (« éclairage »),
- kupovať (« acheter ») → kupovanie (« achat »),
- upozorniť (« avertir ») → upozornenie (« avertissement »),
- písať (« écrire ») → písanie (« écriture »).

## Classification des verbes
Les verbes slovaques se conjuguent selon 14 paradigmes regroupés en 5 classes en fonction de la voyelle utilisée au présent. Certains paradigmes sont limités à une poignée de verbes (par exemple niesť et hynúť), tandis que d’autres sont très répandus et productifs (notamment les verbes en -ovať).
Les terminaisons du présent (à l’exception de la terminaison -ia de la troisième personne du pluriel) obéissent à la loi rythmique et se raccourcissent quand elles sont précédées par une voyelle longue : bývať (« habiter ») est du même type que chytať, mais se conjugue bývam, bývaš, býva, etc.
Certains des exemples habituels n’ont pas de participe passif en raison de leur sens ; dans ce cas le tableau donne le participe passif d’un verbe dérivé.

### Classe I
| Infinitif         | chytať                                      |
| ----------------- | ------------------------------------------- |
| Sens              | attraper                                    |
| Présent           | chytám chytáš chytá chytáme chytáte chytajú |
| Passé             | chytal                                      |
| Impératif         | chytaj                                      |
| Participe présent | chytajúci                                   |
| Participe passif  | chytaný                                     |
| Nom déverbal      | chytanie                                    |

Le -á- du présent devient -ia- après une consonne molle : vracať (« rendre ») donne vraciam, vraciaš, vracia, etc.

### Classe II
| Infinitif         | rozumieť                                               |
| ----------------- | ------------------------------------------------------ |
| Sens              | Comprendre                                             |
| Présent           | rozumiem rozumieš rozumie rozumieme rozumiete rozumejú |
| Passé             | rozumel                                                |
| Impératif         | rozumej                                                |
| Participe présent | rozumejúci                                             |
| Participe passif  | rozumený                                               |
| Nom déverbal      | rozumenie                                              |

### Classe III
| Infinitif         | niesť                                    | hynúť                                    | trieť                              | brať                                     |
| ----------------- | ---------------------------------------- | ---------------------------------------- | ---------------------------------- | ---------------------------------------- |
| Sens              | porter                                   | dépérir                                  | frotter                            | prendre                                  |
| Présent           | nesiem nesieš nesie nesieme nesiete nesú | hyniem hynieš hynie hynieme hyniete hynú | triem trieš trie trieme triete trú | beriem berieš berie berieme beriete berú |
| Passé             | niesol                                   | hynul                                    | trel                               | bral                                     |
| Impératif         | nes                                      | hyň                                      | tri                                | ber                                      |
| Participe présent | nesúci                                   | hynúci                                   | trúci                              | berúci                                   |
| Participe passif  | nesený                                   | (zhynutý)                                | trený                              | braný                                    |
| Nom déverbal      | nesenie                                  | hynutie                                  | trenie                             | branie                                   |

### Classe IV
| Infinitif         | česať                               | žať                           | chudnúť                                         | žuť                                 | pracovať                                              |
| ----------------- | ----------------------------------- | ----------------------------- | ----------------------------------------------- | ----------------------------------- | ----------------------------------------------------- |
| Sens              | peigner                             | moissonner                    | maigrir                                         | mâcher                              | travailler                                            |
| Présent           | češem češeš češe češeme češete češú | žnem žneš žne žneme žnete žnú | chudnem chudneš chudne chudneme chudnete chudnú | žujem žuješ žuje žujeme žujete žujú | pracujem pracuješ pracuje pracujeme pracujete pracujú |
| Passé             | česal                               | žal                           | chudol                                          | žul                                 | pracoval                                              |
| Impératif         | češ                                 | žni                           | chudni                                          | žuj                                 | pracuj                                                |
| Participe présent | češúci                              | žnúci                         | chudnúci                                        | žujúci                              | pracujúci                                             |
| Participe passif  | česaný                              | žatý                          | (schudnutý)                                     | žutý                                | pracovaný                                             |
| Nom déverbal      | česanie                             | žatie                         | chudnutie                                       | žutie                               | pracovanie                                            |

### Classe V
| Infinitif         | robiť                                | vidieť                               | kričať                                     |
| ----------------- | ------------------------------------ | ------------------------------------ | ------------------------------------------ |
| Sens              | faire                                | voir                                 | crier                                      |
| Présent           | robím robíš robí robíme robíte robia | vidím vidíš vidí vidíme vidíte vidia | kričím kričíš kričí kričíme kričíte kričia |
| Passé             | robil                                | videl                                | kričal                                     |
| Impératif         | rob                                  | viď                                  | krič                                       |
| Participe présent | robiaci                              | vidiaci                              | kričiaci                                   |
| Participe passif  | robený                               | videný                               | kričaný                                    |
| Nom déverbal      | robenie                              | videnie                              | kričanie                                   |

### Verbes irréguliers
| Infinitif         | byť                  | jesť                       | vedieť                          | chcieť                              | ísť                           | stáť                                      |
| ----------------- | -------------------- | -------------------------- | ------------------------------- | ----------------------------------- | ----------------------------- | ----------------------------------------- |
| Sens              | être                 | manger                     | savoir                          | vouloir                             | aller                         | coûter, être debout                       |
| Présent           | som si je sme ste sú | jem ješ je jeme jete jedia | viem vieš vie vieme viete vedia | chcem chceš chce chceme chcete chcú | idem ideš ide ideme idete idú | stojím stojíš stojí stojíme stojíte stoja |
| Passé             | bol                  | jedol                      | vedel                           | chcel                               | (i)šiel, (i)šla               | stál                                      |
| Impératif         | buď                  | jedz                       | vedz                            | chci                                | iď                            | stoj                                      |
| Participe présent | súci                 | jediaci                    | vediaci                         | chcejúci                            | idúci                         | stojaci                                   |
| Participe passif  | —                    | jedený                     | vedený                          | chcený                              | idený                         | (prestáty)                                |
| Nom déverbal      | bytie                | jedenie                    | vedenie                         | chcenie                             | (idenie)                      | státie                                    |